# Bretstein
Bretstein ist eine Katastralgemeinde und ehemalige Gemeinde mit 302 Einwohnern (Stand 31. Oktober 2013) im Gerichtsbezirk Judenburg, Bezirk Murtal, Steiermark. Im Rahmen der steiermärkischen Gemeindestrukturreform ist Bretstein ab 2015 mit den Gemeinden Oberzeiring, Sankt Johann am Tauern und Sankt Oswald-Möderbrugg zusammengeschlossen, die neue Gemeinde führt den Namen Marktgemeinde Pölstal. Grundlage dafür ist das Steiermärkische Gemeindestrukturreformgesetz – StGsrG.

## Geographie

### Geographische Lage
Bretstein liegt in den Niederen Tauern und umfasst das Tal des Bretsteinbaches und die umgebenden Berghänge. Höchste Erhebung ist der Bruderkogel mit 2299 m. Der Ort Bretstein liegt rund 25 km nordwestlich von Judenburg.

### Gliederung
In Bretstein gibt es nur jeweils eine einzige gleichnamige Katastralgemeinde und Ortschaft. Weitere Ortsteile sind (mit Seehöhe): Authal (1167 m), Bretstein vor der Kirche (980 m), Bretstein-Gassen (1048 m), Bretsteingraben (1120 m) und Zistl (950 m).

### Nachbargemeinden bis Ende 2014
- Oppenberg (Bezirk Liezen)
- Rottenmann (Bezirk Liezen)
- Sankt Johann am Tauern (Bezirk Murtal)
- Sankt Oswald-Möderbrugg (Bezirk Murtal)
- Pusterwald (Bezirk Murtal)

## Geschichte
Der Bretsteingraben wurde im Mittelalter Finsterpöls genannt (urkundlich 1245). Der Name Bretstein wurde 1310 erstmals erwähnt. Der Name leitet sich von der Bezeichnung für steil aufragende Felsen, Brettstein, ab.
Bretstein kam 860 an den Erzbischof von Salzburg, wurde aber erst im 11. und 12. Jahrhundert gerodet und besiedelt. Bedeutende Grundherren waren die Liechtensteiner und die Eppensteiner. Die Kirche St. Katharina und St. Ulrich ist seit 1343 gesichert, seit 1545 nur mehr als St. Katharina. Seit dem 12. Jahrhundert vom Vikar von Sankt Oswald bei Zeiring betreut, wurde erst 1765 in Bretstein ein Subvikariat eingerichtet, womit der Ort erstmals einen eigenen Seelsorger erhielt. 1849/50 wurde die Ortsgemeinde Bretstein gegründet.
Während der Zeit des Nationalsozialismus gab es im Bretsteingraben das KZ-Nebenlager Bretstein, ein Außenlager des KZ Mauthausen. Im April 2003 wurde am Lagergelände eine Gedenkstätte eröffnet, die vom Verein KZ-Nebenlager Bretstein betreut wird.

## Kultur und Sehenswürdigkeiten
- Katholische Pfarrkirche Bretstein hl. Katharina

## Bevölkerung
Die Gemeinde hatte laut Volkszählung 2001 347 Einwohner. 95,4 % der Bevölkerung besaßen die österreichische Staatsbürgerschaft. Zur römisch-katholischen Kirche bekannten sich 94,8 % der Einwohner, 2,3 % waren ohne religiöses Bekenntnis.

## Wirtschaft und Infrastruktur
Laut Arbeitsstättenzählung 2001 gab es 12 Arbeitsstätten mit 28 Beschäftigten in der Gemeinde sowie 109 Auspendler und 10 Einpendler. Es gab 33 land- und forstwirtschaftliche Betriebe (davon 18 im Haupterwerb), die zusammen 3498 ha bewirtschafteten (1999).

## Politik

### Gemeinderat und Bürgermeister
Der Gemeinderat bestand aus neun Mitgliedern und setzt sich seit der Gemeinderatswahl 2010 aus Mandataren der folgenden Parteien zusammen:
- 7 ÖVP
- 2 SPÖ

Bürgermeister war Hermann Beren.

### Wappen
Die Verleihung des Gemeindewappens erfolgte mit Wirkung vom 1. Februar 2006.
Wappenbeschreibung:
„Über grünem Schildfuß mit einem silbernen halben Wagenrad, von dessen fünf sichtbaren Speichen die mittleren drei samt der zugehörigen Felge gebrochen sind, in Silber ein natürlicher Auerhahn.“

## Persönlichkeiten

### Ehrenbürger
- 1968: Josef Krainer (1903–1971) (Landeshauptmann)
- 1995: Josef Hollaus (Bürgermeister von Bretstein 1960–1980)
- 1995: Franz Mayer (Gemeinderat)
- 2003: Othmar Mayerl
- 2003: DI Wolfgang Andrecs (Pfarrer von Bretstein 1976–2008)
- 2006: Eduard Perchthaler